# Nina (Oper)
Nina ossia La pazza per amore (übliche deutsche Titel: Nina oder Die Wahnsinnige aus Liebe oder Nina oder Die Liebesnärrin) ist eine Oper (Originalbezeichnung: „Commedia in prosa, ed in verso per musica“) in zwei Akten des italienischen Komponisten Giovanni Paisiello. Die 1789 uraufgeführte Oper handelt von einer Frau, die aus Liebeskummer den Verstand verliert.

## Handlung

### Erster Akt
Nina schläft im Garten, während die Landleute ihr ein Schlaflied singen (Introduktion Dormi, o cara). Elisa erzählt Giorgio von Ninas Schicksal: Nina und Lindoro lieben einander und waren verlobt. Der Graf wollte Nina jedoch einem reicheren Mann zur Frau geben. Bei einem Duell wurde Lindoro von seinem Rivalen verletzt, sodass alle glauben, er sei tot. Nina ist vor Kummer und Verzweiflung wahnsinnig geworden. Der Graf beklagt das Schicksal seiner Tochter (Rezitativ und Arie Oh cara! oh amata! – È si fiero il mio tormento). Giorgio mahnt den Grafen, die Hoffnung nicht zu verlieren (Arie Del suo mal non v’affligete). Nina erwacht und klagt um Lindoro, während der Graf ihr im Verborgenen zusieht (Rezitativ und Arie Questa è l’ora – Il mio ben quando verrà). Die Landleute nehmen Anteil an Ninas Schicksal (Chor Ah, dove mai s’intese). Nina singt mit den Landleuten ein selbstverfasstes Klagelied (Ensemble Lontana da te). Der Graf nähert sich Nina, aber sie erkennt ihn nicht. Die traurige Szene wird begleitet vom Lied eines Hirten (Arie Già il sol cala). Nina klagt weiter um Lindoro, während alle anderen sie bedauern (Finale Come! ohimè! partir degg’io).

### Zweiter Akt

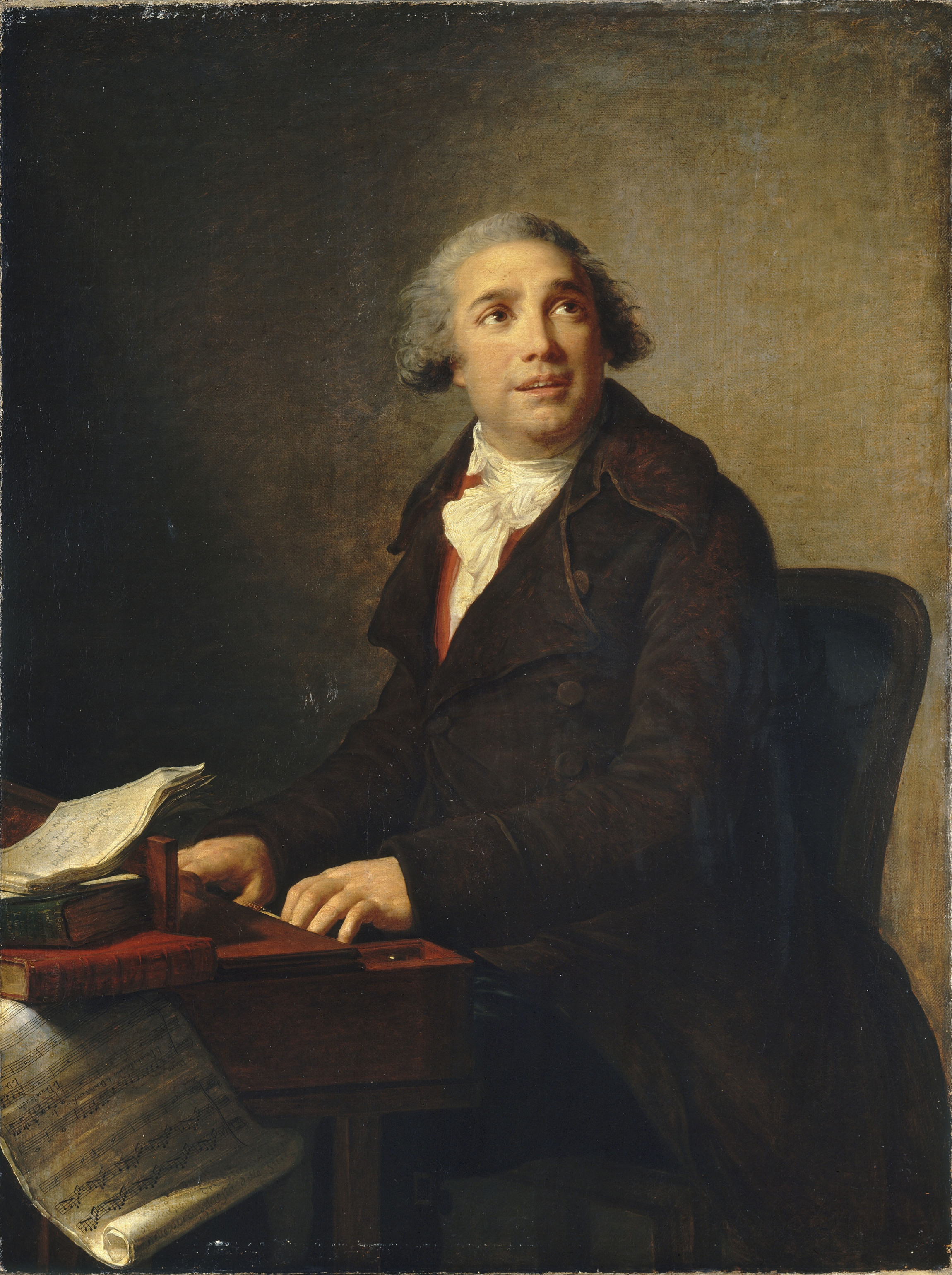
Paisiello mit der Partitur von Nina. Gemälde von Élisabeth Vigée-Lebrun, 1791

Elisa sichert dem Grafen zu, sich weiter um Nina zu kümmern (Arie Per l’amata padroncina). Aufgeregt eilt Giorgio hinzu und berichtet, Lindoro sei noch am Leben (Cavatina Eccellenza; allegramente...). Lindoro kommt, der Graf versichert ihm, dass Nina ihn immer noch liebe (Duett Son io desto o pur deliro). Der Graf klärt Lindoro über Ninas Zustand auf. Lindoro wartet auf die Begegnung mit Nina (Cavatine, Rezitativ und Arie Questo è dunque il loco usato – O cara, of fido seggio – Rendila al fido amante). Die Landleute muntern Nina auf und versprechen ihr, dass sie bald wieder gesund wird (Ensemble mit Chor Cantiam, Nina, cantiamo). Beim Wiedersehen erkennt Nina ihren Verlobten zunächst nicht, dann schließen sie sich aber jubelnd in die Arme (Duett Oh momento fortunato). Nina kommt zu sich und erkennt Lindoro wieder, der Graf stimmt nun der Eheschließung zu (Rezitativ und Finale Cara Elisa, ei sa tutto – Mi sento … oh Dio! … che calma!).

## Orchesterbesetzung
Die Besetzung der Oper enthält die folgenden Instrumente:
- zwei Flöten
- zwei Oboen
- zwei Klarinetten
- zwei Fagotte
- zwei Hörner
- Dudelsack (kann durch zwei Oboen und Fagott ersetzt werden)
- Streicher

## Werkgeschichte
Paisiello schrieb Nina im Auftrag des Königs Ferdinand von Sizilien. Der Text beruht auf der französischen Oper Nina, ou La folle par amour von Joseph-Benoît Marsollier de Vivetières (Libretto) und Nicolas Dalayrac (Musik) aus dem Jahr 1786. Ihr soll eine wahre Begebenheit zu Grunde liegen, die auch Laurence Sterne für die Figur der Maria de Moulines in Tristam Shandy verwendet haben soll.
Die Uraufführung der ursprünglichen einaktigen Fassung fand am 25. Juni 1789 im Belvedere des Königspalasts in San Leucio bei Caserta statt. Es sangen Celeste Coltellini (Nina), Gustavo Lazzarini (Lindoro), Luigi Tasca (Conte), Camilla Guida (Susanna), Giuseppa Trabalza (Giorgio) und Pasquale De Giovanni (Pastore).
Im Jahr 1790 führte Paisiello im Teatro dei Fiorentini in Neapel eine überarbeitete zweiaktige Version auf (Nina: Celeste Coltellini, Lindoro/Hirte: Giacomo David). Bei einer dritten Fassung, die im Jahr 1793 (Karneval 1794) erstmals aufgeführt wurde, wurden die gesprochenen Dialoge durch – möglicherweise nicht von Paisiello selbst verfasste – Rezitative ersetzt.
Nina war einer der größten Opernerfolge ihrer Zeit und wurde bis ins 19. Jahrhundert auf fast allen italienischen Bühnen aufgeführt. Die Titelfigur war eine Paraderolle für Sängerinnen wie Isabella Colbran, Adelina Spech-Salvi und Giuditta Pasta.

## Bedeutung

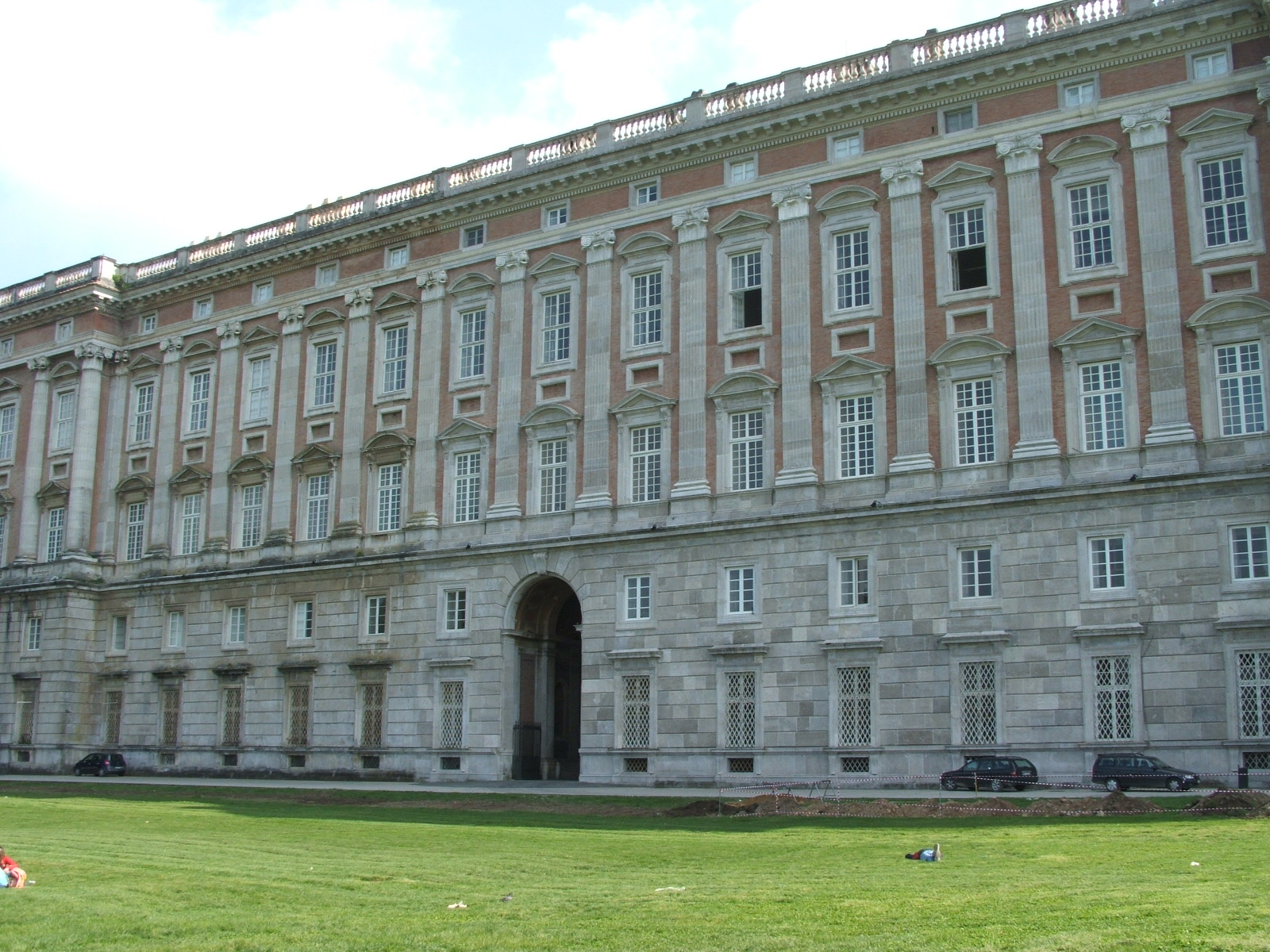
Der Palast von Caserta, Ort der Uraufführung von Nina

Schon Paisiellos Zeitgenossen rühmten die Eleganz, Einfachheit und Schönheit der Musik. Die Oper ist arm an Handlung – das Duell zwischen Lindoro und seinem Rivalen findet bereits vor Beginn der Oper statt –, sodass die Musik im Vordergrund steht.
Die originale Bezeichnung des Werks, „Commedia“, verweist auf die Gattung der Opera buffa. Typisch für diese sind auch die Rollenverteilung mit einem Liebespaar, einem Vater und zwei Dienern sowie der musikdramatische Aufbau. Inhaltlich unterscheidet sich Nina jedoch deutlich von einer typischen Buffa-Oper. Die französische Vorlage zählt zum Typus der Comédie larmoyante, in der nicht mehr das Komische, sondern das Gefühlvolle betont wird. Vor Paisiello wurden solche Stoffe in Italien üblicherweise mit Buffo-Elementen, den typischen Intrigen und Verwicklungen, angereichert, wie dies noch 1760 Carlo Goldoni im Libretto zu Piccinis La buona figliuola (einer Bearbeitung von Richardsons Romans Pamela) getan hatte. Nina verzichtet auf derartige Zutaten, sondern konzentriert sich ausschließlich auf die Titelfigur. Es handelt sich daher nicht mehr um eine Buffa, sondern um einen Prototyp der Gattung der Opera semiseria. Zugleich ist die Figur der Nina wegen ihres „Wahnsinns“ Vorläuferin vieler Heroinen in italienischen Opern des 19. Jahrhunderts wie etwa Lucia in Lucia di Lammermoor von Gaetano Donizetti.
Viele Partien der Musik sind geprägt von dem beweglichen, plastischen und geistreichen Stil der neapolitanischen Opera buffa, aber insbesondere die pathetischen, elegischen und eleganten Partien Ninas verraten einen neuen Geschmack.
Eine Besonderheit ist das Lied des Hirten, das von einer Art Dudelsack begleitet wird.